# Paratropus orientis
Paratropus orientis är en skalbaggsart som beskrevs av Thérond 1975. Paratropus orientis ingår i släktet Paratropus och familjen stumpbaggar. Inga underarter finns listade i Catalogue of Life.